# Monte Ualla
Il Monte Ualla è un rilievo della Sardegna centrale, in provincia di Oristano. Compresa nella storica regione della Brabaxana (Porta della Barbagia), delimita le sub-regioni di Alta Marmilla, Sarcidano e Mandrolisai, raggiungendo una quota di 595 m slm su Punta Modighina. Risulta compresa tra i territori di Asuni e Laconi, racchiusa dalle valli del Rio Araxisi a Nord e del Rio Bidissàriu a sud e ovest.
Caratterizzata da pareti rocciose di marmo "Marmo di Asuni", ospita alcune grotte di origine carsica che conservano il geotritone imperiale, anfibio endemico di ambiente ipogeo.
La biodiversità faunistica è arricchita dalla presenza dell'Aquila Reale, osservabile nei suoi volteggi soprattutto nel periodo primaverile/estivo.
Tra le emergenze floristiche, si segnala la presenza della Brassica Insularis. In prossimità della cima è presente un bellissimo nucleo relitto di grandi esemplari di Roverella.
Dalle sue vette è osservabile un panorama a 360° che spazia dal Golfo di Oristano al Massiccio del Gennargentu, dai Monti del Cagliaritano al Marghine e Goceano. Su una delle vette è presente una vedetta forestale (vedetta Modighina), con postazione radio della protezione civile regionale e stazione meteorologica comunale.

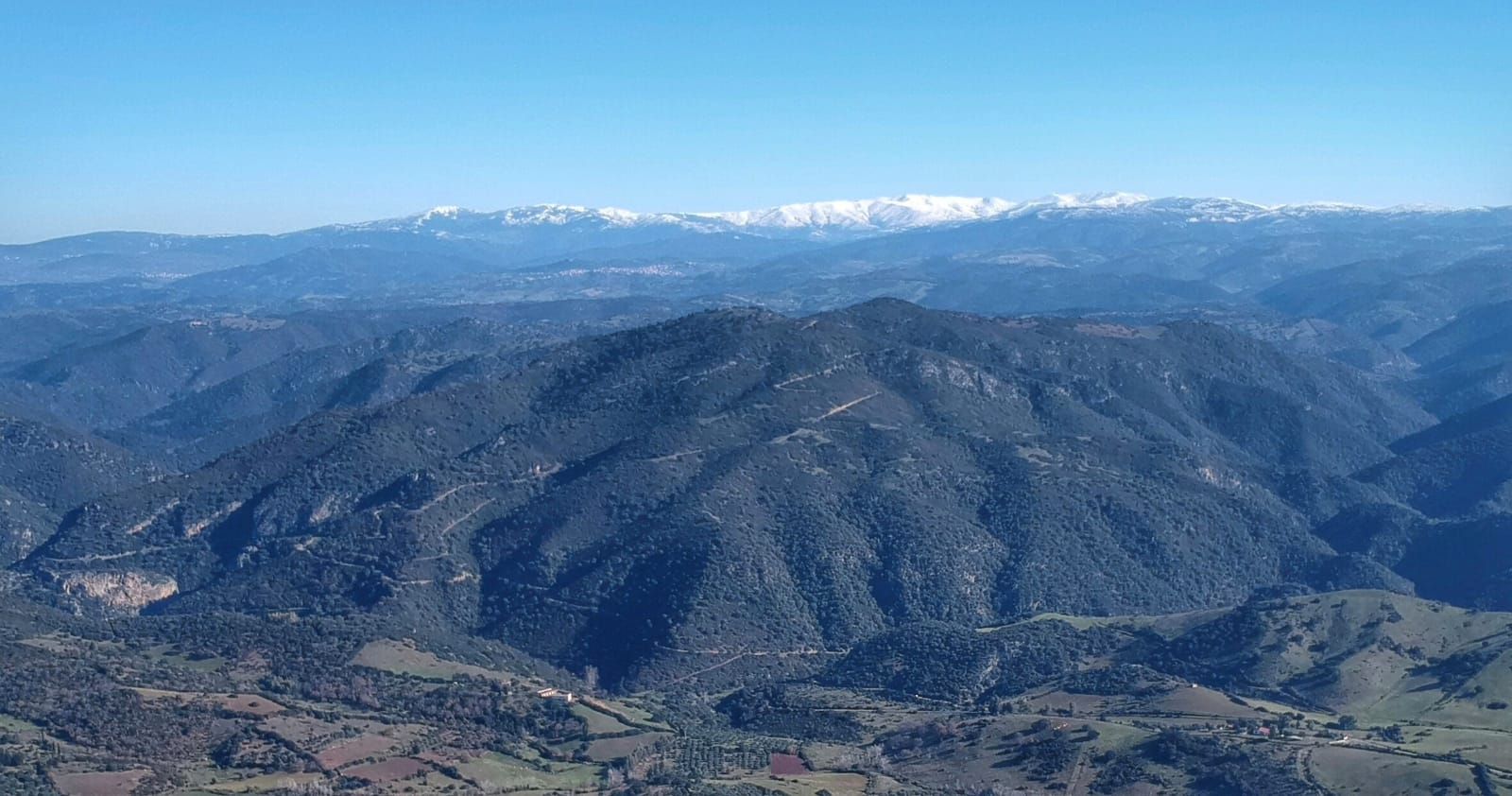
In primo piano il Monte Ualla. Sullo sfondo, il Gennargentu innevato
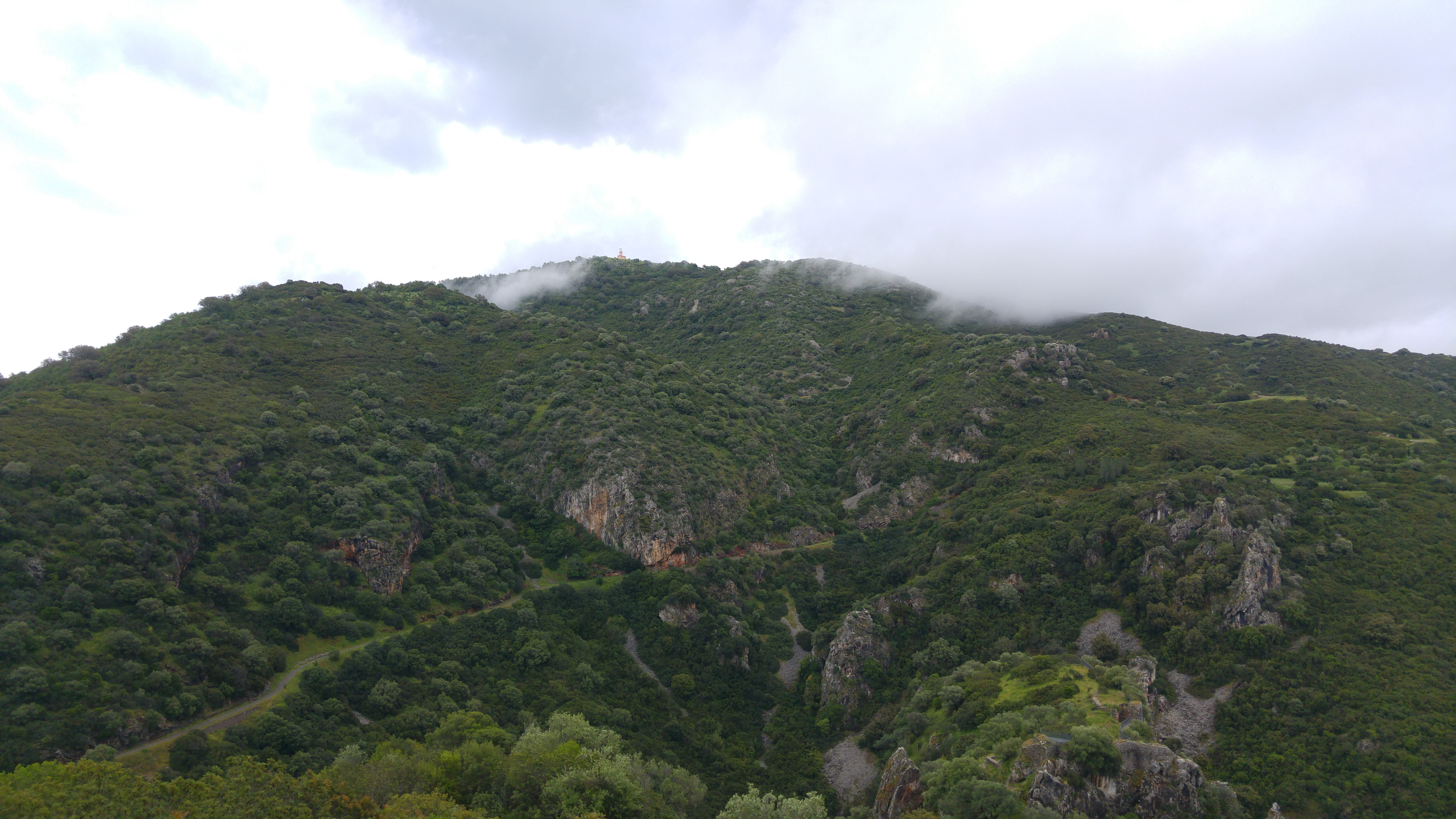
Il Monte Ualla, visto dal Castel Medusa